# Liga AFAS Master
La Liga AFAS Master es una competición semiprofesional de fútbol americano de México para jugadores de más de 24 años que han terminado su etapa en el fútbol americano universitario (también denominada categoría master).
La organiza la Asociación de Fútbol Americano de Sinaloa (AFAS) con el apoyo de la Federación Mexicana de Fútbol Americano (FMFA).

## Estructura
Se clasifican para los play-offs los mejores cuatro equipos de la liga, para después cruzarse el primer lugar contra el cuarto y el segundo contra el tercero, pasan a la final el ganador de cada partido.

## Equipos
| Nombre                    | Ciudad            |
| ------------------------- | ----------------- |
| Linces UDEO Culiacán      | Culiacán, Sinaloa |
| Halcones de Mazatlán      | Mazatlán, Sinaloa |
| Guerreros Jaguar Culiacán | Culiacán, Sinaloa |
| Águilas UAS Culiacán      | Culiacán, Sinaloa |